# Виноградарство

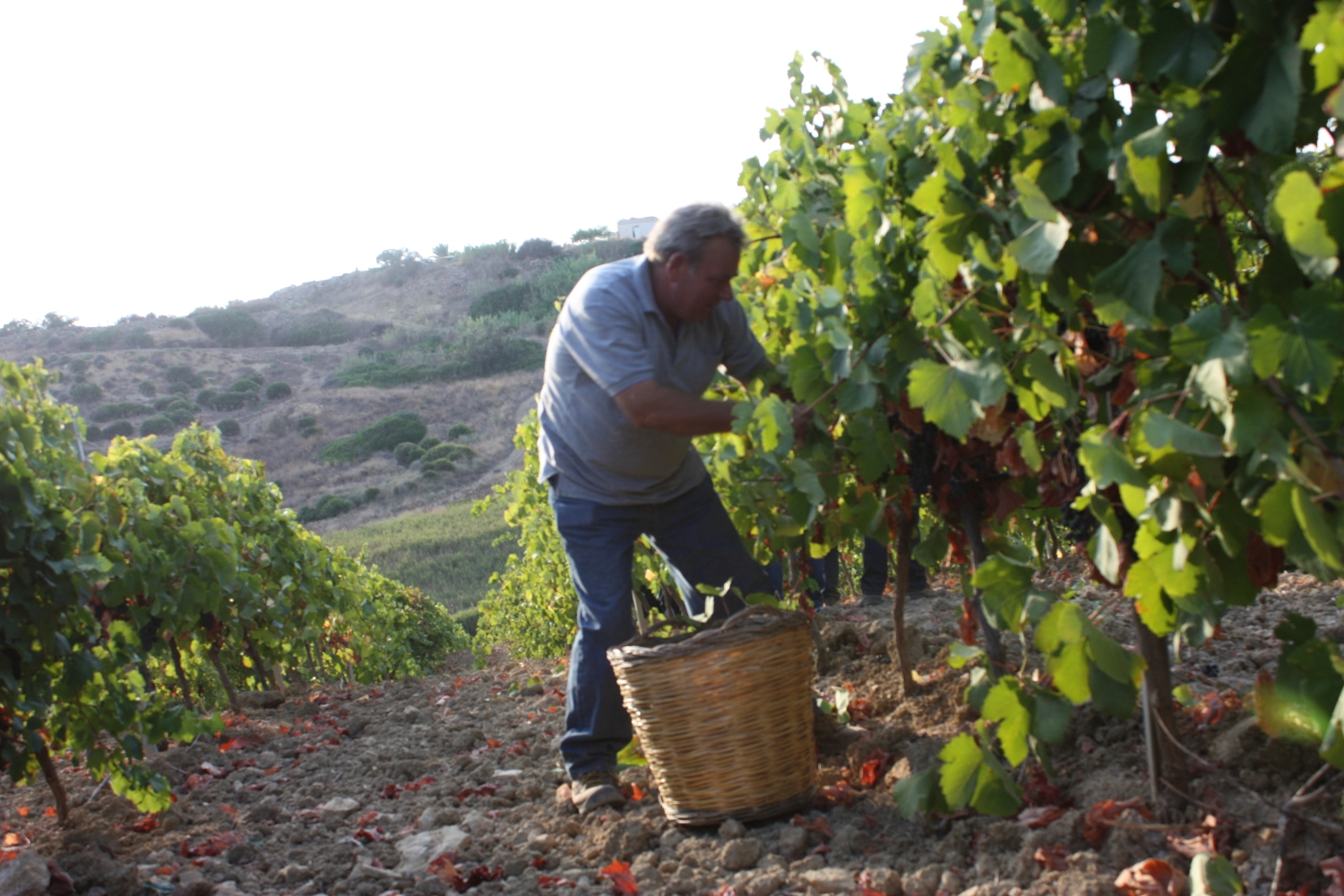
Сбор урожая

Виногра́дарство — отрасль растениеводства, направленная на выращивание столового и технического винограда и использованием продуктов виноградной лозы. Виноградарство обеспечивает население свежим виноградом и изюмом, а виноделие и консервную промышленность — сырьём.
Научным описанием видов и сортов винограда, закономерностей изменчивости их свойств под влиянием среды и направленного воздействия человека занимается ампелография.

## Производство
Имеет четыре производственных направления:
- Столовое — производство свежего винограда для местного потребления, вывоза и хранения.
- Виноградарство, как сырьевая база производства сушёного винограда — выращивание кишмишно-изюмных сортов.
- Виноградарство, как сырьевая база винодельческой промышленности — возделывание винных сортов винограда для обеспечения сырьём заводов, специализированных на производстве разных типов вина, шампанских и коньячных виноматериалов.
- Виноградарство, как сырьевая база консервной промышленности — производство сырья для соков, компотов, варений, маринадов и других безалкогольных продуктов.

Отбросы виноделия (выжимки, дрожжи, виннокаменная соль) дают сырье для получения виннокаменной кислоты.
Мировое производство столового винограда, По данным Министерства сельского хозяйства США (USDA), в 2020/21 гг. составило 25,7 млн тонн. Производство в Китае увеличится на 400 тыс. тонн и достигнет 11 млн тонн. В Турции производство столового винограда снизится до 2 млн тонн из-за неблагоприятных погодных условий (град) летом.
В ЕС ожидают, что в 2020/21 гг. урожай столового винограда будет хорошего качества, но производство снизится на 170 тыс. тонн до 1,4 млн тонн из-за плохих погодных условия на территории Италии.
По данным Продовольственной и сельскохозяйственной организации (ФАО), 75 866 км² в мире предназначены для выращивания винограда. Приблизительно 71 % мирового производства винограда используется для изготовления вина, 27 % — в виде свежих фруктов и 2 % — в виде сухофруктов. Часть сорта винограда используется для производства виноградного сока, который восстанавливается консервированными фруктами «без добавления сахара» и «100% натуральный». Площадь, отведённая под виноградники, увеличивается примерно на 2 % в год.

## Наиболее популярные сорта винограда
Надёжных статистических данных, которые разбили бы производство винограда по сортам, нет. Самым культивируемым сортом, возделываемым на площади более 4000 км², считается бессемянный сорт столового винограда Кишмиш белый, включая его гибриды Томкорд и иные; второй по распространённости сорт — Айрен. Другими популярными сортами являются: Каберне Совиньон, Совиньон Блан, Каберне Фран, Мерло, Гренаш, Темпранильо, Рислинг и Шардоне.

## Крупнейшие производители винограда

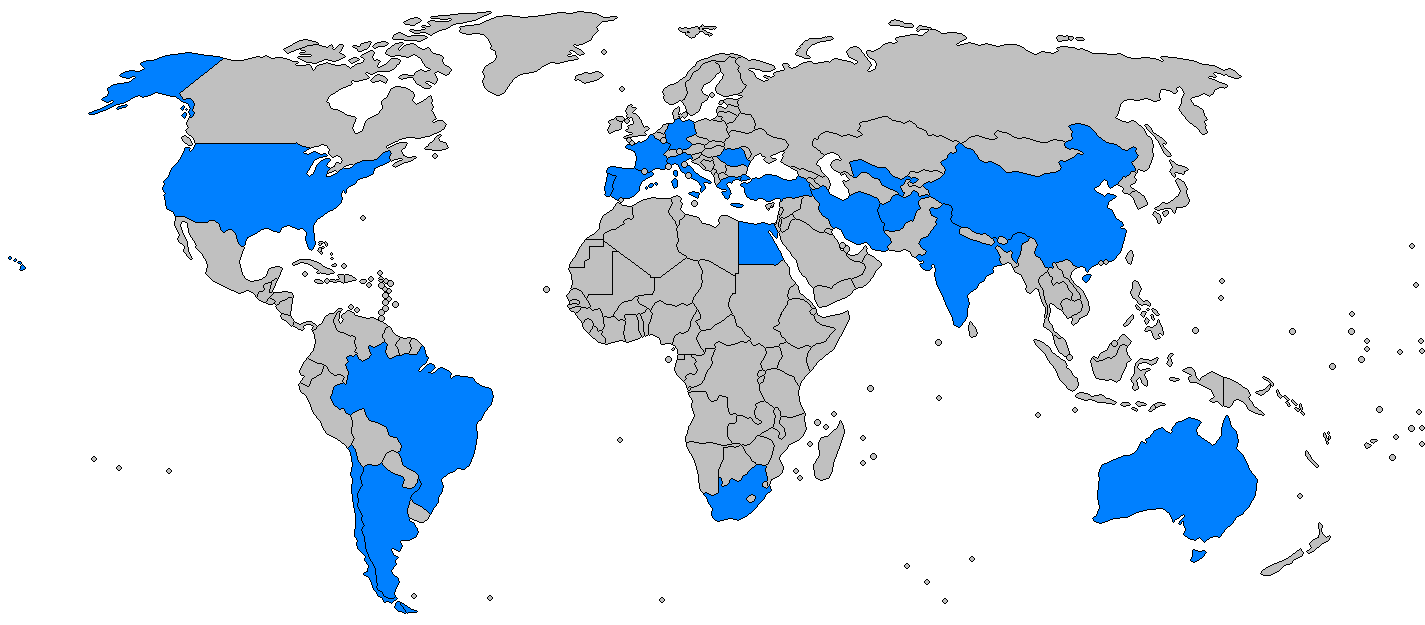
ТОП-20 производителей

| №  | Страна           | Производство в 2019 г. (тысяч тонн). | Производство в 2022 г. (тысяч тонн) |
| -- | ---------------- | ------------------------------------ | ----------------------------------- |
| 1  | Китай            | 14 283                               | 12600                               |
| 2  | Италия           | 7900                                 | 8438                                |
| 3  | Франция          | 5489                                 | 6200                                |
| 4  | Испания          | 5745                                 | 5902                                |
| 5  | США              | 6233                                 | 5372                                |
| 6  | Турция           | 4100                                 | 4165                                |
| 7  | Индия            | 3041                                 | 3401                                |
| 8  | Чили             | 2701                                 | 2403                                |
| 9  | ЮАР              | 1993                                 | 2064                                |
| 10 | Аргентина        | 2519                                 | 1937                                |
| 11 | Узбекистан       | 1603                                 | 1761                                |
| 12 | Египет           | 1626                                 | 1572                                |
| 13 | Бразилия         | 1485                                 | 1450                                |
| 14 | Иран             | 1945                                 | 1418                                |
| 15 | Австралия        | 1553                                 | 1228                                |
| 16 | Германия         | 1125                                 | 1223                                |
| 17 | Перу             | 639                                  | 919                                 |
| 18 | Афганистан       | 1112                                 | 910                                 |
| 19 | Португалия       | 863                                  | 904                                 |
| 20 | Россия           | 677                                  | 890                                 |
| 21 | ТОП-20 стран     | 67 104                               |                                     |
| 22 | Остальные страны | 10 032                               |                                     |